# Rex Stout
Rex Todhunter Stout (1 de diciembre de 1886 - 27 de octubre de 1975) fue un escritor estadounidense, principalmente reconocido por ser el creador del famoso detective ficticio Nero Wolfe, descrito por el crítico Will Cuppy como "el Falstaff de los detectives". El asistente de Wolfe, Archie Goodwin, relató los casos del genio detective desde 1934 (Fer-de-Lance) hasta 1975 (A Family Affair).
Las historias de Nero Wolfe fueron nominadas como Mejor Serie de Misterio del Siglo en Bouchercon 2000, la mayor convención de libros de misterio del mundo, y Rex Stout fue nominado como Mejor Escritor de Misterio del Siglo.

## Nero Wolfe
Rex Stout publicó la primera novela donde aparecería Nero Wolfe en el año 1934, y por aquel entonces, la figura de un detective amateur que resolvía problemas sirviéndose de su cerebro estaba muy usada. Pero Stout presentó en la obra Fer-de-Lance a un detective extraño y original. Se trataba de una persona obesa, tacaña y malhumorada, fanática de la cerveza y de las orquídeas de altísimo valor. Wolfe apenas se podía mover debido a su inmenso aspecto y esto ofrecía un punto nunca visto en la historia de los detectives del policial clásico. Establecido como detective profesional, Nero Wolfe utilizaba los servicios de su colaborador Archie Goodwin (quien relata sus historias), para que hiciera la parte activa del problema, mientras él, en su casa y sin moverse, se encargaba de la pasiva. A pesar de sus defectos físicos, Nero era un hombre genial y extremadamente erudito, aunque bastante tacaño con el dinero, raramente salía de su departamento y su trabajo en un caso consistía en recibir a sus clientes y luego enviar a Goodwin a recabar pistas con las cuales él reconstituía el caso en la intimidad de su departamento. Se cuenta que para diseñar tal personaje, Stout se inspiró en el crítico teatral Alexander Woollcott, aunque Stout lo negó.
Nero wolfe pesa cerca de 150 kilos, bebe más de diez litros de cerveza por día (sin que esto le produzca ningún síntoma de ebriedad), y cultiva su pasión por coleccionar orquídeas de incalculable valor. Es una persona terca y malhumorada, que vive ayudado por su eficiente colaborador Archie Goodwin, su cocinero Fritz y un jardinero. No acostumbra a moverse de su casa y tiene horarios muy limitados para recibir clientes. Sus métodos son estrictos, primarios e incluso algunas veces ilegales o estorban a la policía. Mientras Archie y Saúl Panzer (su otro ayudante en casos policiales) buscan pistas, Wolfe se dedica a pensar, en medio de abundantes banquetes y vasos de cerveza.
Tiene un control excesivo sobre el dinero, y sus honorarios como detective profesional son elevados. No toma ningún caso gratis, así esté rodeado del más absoluto misterio. Es un hombre que considera su profesión únicamente como un trabajo. 
No se conoce ningún dato familiar ni amoroso de Wolfe, salvo que en el libro Sobre mi cadáver aparece una muchacha que dice ser su hija. Sin embargo, Wolfe, lejos de enternecerse, es duro e inflexible con todos.
Vive en la Calle 35 Oeste, en Nueva York. Rara vez se lo ha visto salir de su aposento, aunque en novelas como Demasiados cocineros o Muerte de un veraneante sobrepasa sus costumbres y viaja hacia otros lugares.

## Wolfe en pantalla
Stout siguió escribiendo los casos de Nero Wolfe hasta Death of a dude (1970), aunque las únicas versiones cinematográficas de su personajes se filmaron en los años '30. Meet Nero Wolfe (El Astuto-1936) estelarizó a Edward Arnold como el detective y La liga de los asustados (Asesinato Sin Clave-1937) a Walter Connolly como Wolfe. 
En cambio en la pantalla chica el personaje se vio en la serie Nero Wolfe emitida entre enero y agosto de 1981, con el robusto William Conrad (la estrella de Cannon) como el epicúreo detective y Lee Horsley (futuro Matt Houston) como su asistente Archie Goodwin.

## Obras

### Libros de Nero Wolfe por Rex Stout
Los libros de Rex Stout sobre Nero Wolfe se encuentran ordenados según su fecha de publicación. 
| - 1934 Fer-de-Lance - 1935 The League of Frightened Men - 1936 The Rubber Band - 1937 The Red Box - 1938 Too Many Cooks - 1939 Some Buried Caesar - 1940 Over My Dead Body - 1940 Where There's a Will - 1942 Black Orchids - 1944 Not Quite Dead Enough - 1945 Help Wanted, Male - 1946 The Silent Speaker - 1947 Too Many Women - 1948 And Be a Villain (En Gran Bretaña More Deaths Than One) - 1949 Trouble in Triplicate - 1949 The Second Confession - 1950 Three Doors to Death - 1950 In the Best Families (En Gran Bretaña Even in the Best Families) - 1951 Curtains for Three - 1951 Murder by the Book - 1952 Triple Jeopardy - 1952 Prisoner's Base (En Gran Bretaña Out Goes She) - 1953 The Golden Spiders - 1954 Three Men Out - 1954 The Black Mountain | - 1955 Before Midnight - 1956 Three Witnesses - 1956 Might as Well Be Dead - 1957 Three for the Chair - 1957 If Death Ever Slept - 1958 And Four to Go - 1958 Champagne for One - 1959 Plot It Yourself (En Gran Bretaña Murder in Style) - 1960 Three at Wolfe's Door - 1960 Too Many Clients - 1961 The Final Deduction - 1962 Homicide Trinity - 1962 Gambit - 1963 The Mother Hunt - 1964 Trio for Blunt Instruments - 1964 A Right to Die - 1965 The Doorbell Rang - 1966 Death of a Doxy - 1968 The Father Hunt - 1969 Death of a Dude - 1973 Please Pass the Guilt - 1975 A Family Affair - 1985 Death Times Three (póstumo) |

### Otras obras de Rex Stout

#### Novelas
| - 1913 Her Forbidden Knight ISBN 0-7867-0444-6 - 1914 Under the Andes ISBN 0-445-40507-4 - 1914 A Prize for Princes ISBN 0-7867-0104-8 - 1916 The Great Legend ISBN 0-7867-0443-8 - 1929 How Like a God - 1930 Seed on the Wind - 1931 Golden Remedy - 1933 Forest Fire | - 1934 The President Vanishes - 1935 O Careless Love! - 1937 The Hand in the Glove - 1938 Mr. Cinderella - 1939 Mountain Cat - 1939 Double for Death - 1939 Red Threads - 1940 Bad for Business - 1941 The Broken Vase - 1941 Alphabet Hicks |

#### Volúmenes editados
- 1942 The Illustrious Dunderheads
- 1946 Rue Morgue No. 1 (con Louis Greenfield) — Antología de 19 historias de misterio
- 1956 Eat, Drink, and Be Buried — Antología de historias de misterio.

#### Historias cortas
| - 1912 "Excess Baggage" - 1913 "The Infernal Feminine" - 1912 "A Professional Recall" - 1913 "Pamfret and Peace" - 1913 "A Companion of Fortune" - 1913 "A White Precipitate" - 1913 "The Pickled Picnic" - 1913 "The Mother of Invention" - 1913 "Methode Americaine" - 1914 "A Tyrant Abdicates" - 1914 "The Pay-Yeoman"† - 1914 "Secrets"† - 1914 "Rose Orchid"† - 1914 "An Agacella Or" - 1914 "The Inevitable Third"† - 1914 "Out of the Line" - 1914 "The Lie"† - 1914 "Target Practice"† - 1915 "If He Be Married"† - 1915 "Baba"† | - 1915 "Warner and Wife"† - 1915 "A Little Love Affair" - 1915 "Art for Art's Sake" - 1915 "Another Little Love Affair" - 1915 "Jonathan Stannart's Secret Vice"† - 1915 "Santetomo"† - 1915 "Justice Ends at Home"† - 1916 "It's Science That Counts"† - 1916 "The Rope Dance"† - 1917 "An Officer and a Lady"† - 1917 "Heels of Fate"† - 1936 "It Happened Last Night" - 1936 "A Good Character for a Novel" - 1953 "Tough Cop's Gift" - 1955 "His Own Hand" |

#### Colecciones de historias cortas
- 1977 Justice Ends at Home, and Other Stories (The Viking Press; ISBN 0-670-41105-1).
- 1998 Target Practice (Carroll & Graf Publishers; ISBN 0-7867-0496-9). Contiene a las historias marcadas arriba con (†).
- 2000 An Officer and a Lady and Other Stories  (Carroll & Graf Publishers; ISBN 0-7867-0764-X).